# Hornady
A Hornady Manufacturing Company ou simplesmente Hornady é um fabricante Norte americano de componentes de munição e equipamentos de recarga manual, com sede em Grand Island, Nebraska.

## Histórico
A Hornady foi fundada por Joyce Hornady (1907–1981), que começou no ramo de munições no início da 
década de 1940, quando se uniu a Vernon Speer para fazer balas jaquetadas
a partir de estojos de latão usadas. Após a Segunda Guerra Mundial, a Hornady
começou a comprar equipamentos de fabricação excedentes do governo dos EUA - como as prensas de 
transferência Waterbury-Farrell, que ainda hoje são utilizadas pela empresa. Em 1964, a Hornady
começou a fabricar munições de rifles e pistolas.
A Hornady atualmente é administrada por Steve Hornady, filho de Joyce Hornady, que assumiu o 
comando após a morte de seu pai em um acidente de avião em 15 de janeiro de 1981.

O Piper Aztec, com Hornady nos controles voando sob forte neblina, colidiu com o 
lago Pontchartrain enquanto se aproximava do aeroporto de Lakefront em New Orleans.

## Produtos
- .17 HMR
- .17 HM2
- .480 Ruger
- .204 Ruger
- .375 Ruger
- 6.5×55mm
- .303 British
- 7.62×54mmR
- 7,92×57mm Mauser
- .30-06